# Bengt Mossberg (fotbollsspelare)
Bengt Rickard Mossberg, född 30 december 1920 i Göteborg, död 6 juni 2011 i Trollhättan, var en svensk fotbollsspelare (anfallare) som representerade IFK Göteborg och Gais i allsvenskan, och sedan flyttade till Trollhättan, där han blev en framträdande ledargestalt i Trollhättans IF.

## Biografi

### Elitkarriär
Mossberg debuterade i allsvenskan för IFK Göteborg den 24 oktober 1937 i en match mot Malmö FF. Han var då 16 år, 9 månader och 24 dagar, vilket gjorde honom till den då yngste spelaren i allsvenskan någonsin. Han spelade därefter 66 seriematcher för IFK, varav 49 i allsvenskan, och gjorde 12 mål (10 i allsvenskan).
Inför säsongen 1942/1943 flyttade Mossberg till lokalrivalen Gais, där han redan hösten 1942 var med och vann svenska cupen. Han spelade emellertid bara en säsong för Gais, där det blev 13 allsvenska matcher och 4 mål.

### Trollhättans IF
1944 flyttade Mossberg till Trollhättan och började spela för Trollhättans IF i division III. 1946 valdes han för första gången in i föreningens styrelse, och han fanns därefter med i styrelsen ända till 1978. Åren 1963–1966 och 1969–1977 var han dess ordförande. Han blev sedermera vald till hedersordförande.
Som tränare för TIF var han med och tog upp föreningen i division II 1959.

### Övriga uppdrag
Mossberg blev styrelseledamot i Västergötlands fotbollförbund 1957, och var 1983–1989 dess ordförande. Han var medlem av Svenska fotbollförbundets utbildningskommitté 1967–1979 och satt i representantskapet 1969–1983. Vidare var han överledare för olika svenska landslag på diverse resor. Han var även styrelsemedlem i Västergötlands idrottsförbund åren 1959–1965.